# Tecumseh (Nebraska)
Tecumseh település az Amerikai Egyesült Államok Nebraska államában, Johnson megyében, melynek megyeszékhelye is. Lakosainak száma 1694 fő (2020. április 1.).

## Népesség
A település népességének változása:

| 2010 | 1 677 |
| 2020 | 1 694 |